# Inselschreiber
Der Sylter Inselschreiber ist ein Literaturpreis für deutschsprachige Autoren in Form eines Literaturstipendiums. Der Preis wurde von 2000 bis 2018 jährlich von der privaten Stiftung kunst:raum sylt quelle mit Sitz in Rantum als Literaturwettbewerb ausgeschrieben. Mit der Auszeichnung war ein achtwöchiger Aufenthalt in Rantum und ein Preisgeld in Höhe von 2.500 Euro verbunden. Ursprünglich betrug das Preisgeld 5.000 Euro, und es wurden zusätzlich zwei weitere Stipendien für einen Monat Aufenthalt auf Sylt und 800 Euro Preisgeld vergeben.

## Preisträger
Die Träger des Hauptpreises mit ihren Siegerbeiträgen:
- 2001 Terézia Mora: Reif für die Insel
- 2002 Moritz Rinke: Das Wichtigste an einer Insel ist das Wasser drumherum
- 2003 Feridun Zaimoğlu: Schicksalhafte Inseln – gegensätzliche Inselerfahrungen
- 2004 Juli Zeh: Gezeitenwechsel
- 2005 Thomas Hettche: One hundred aluminium pieces
- 2006 Jenny Erpenbeck: Einen Wunsch frei
- 2007 Jan Peter Bremer: Sommerfrische
- 2008 Franzobel: Die Reise in den Himmel
- 2009 Judith Kuckart: Die kleine Tante
- 2010 Gernot Wolfram: Die Begegnung mit dem Oktopus[4]
- 2011 Gunther Geltinger: Eltern haften für ihre Kinder[5]
- 2012 Petra Morsbach: Glück
- 2013 Katharina Hartwell: Jesper kommt zurück
- 2014 Jan Brandt: Heimkehr[6]
- 2015 Britta Boerdner: In Feierlaune[7]
- 2016 Uwe Kolbe: Das Meer in uns[8]
- 2017 André Georgi: Mönch am Meer[9]
- 2018: Sascha Reh: Das unheimliche Tal[10]